# Järnkroneorden (Österrike)

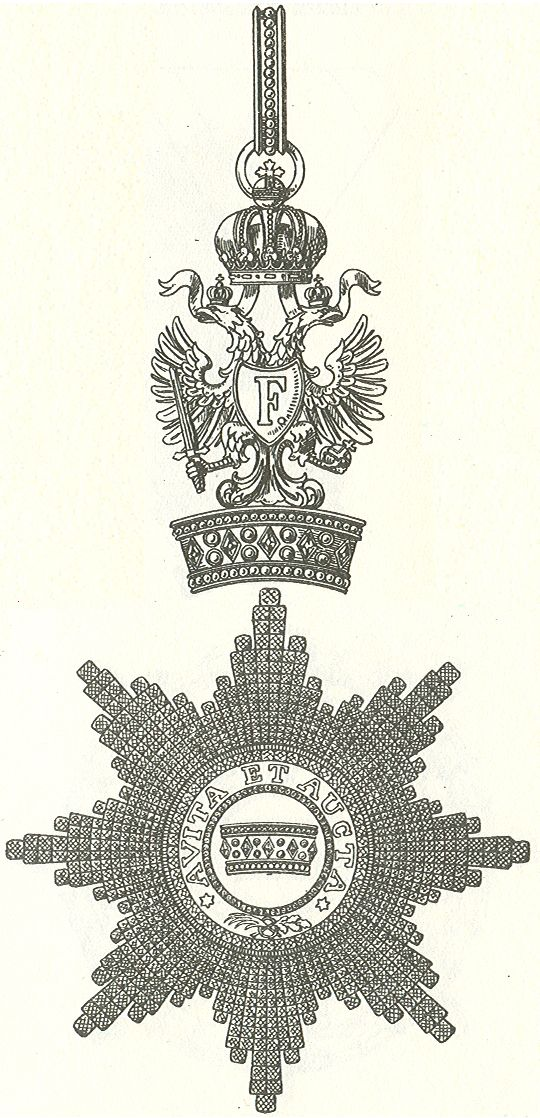
Andra klassens ordenstecken och första klassens kraschan.

Järnkroneorden (italienska: Imperial Ordine della Corona Ferrea; tyska: Kaiserliche Orden Krone der Eisernen), var en riddarorden som instiftades den 5 juni 1805 av kejsar Napoleon I efter hans kröning till konung av Italien. Den fick sitt namn efter Järnkronan. Den upphävdes 1814, efter Napoleons fall, men återupplivades den 12 februari 1816 av kejsar Frans I av Österrike. Den finns i tre klasser.
Ordenstecknet framställer en bild av järnkronan och över denna den kejserliga dubbelörnen. På örnens bröst finns en mörkblå emaljerad sköld med ett gyllene F. På frånsidan står årtalet 1818. Tecknet bärs i guldgult band med mörkblå kanter.